# Johnius heterolepis
Johnius heterolepis är en fiskart som beskrevs av Bleeker, 1873. Johnius heterolepis ingår i släktet Johnius och familjen havsgösfiskar. Inga underarter finns listade i Catalogue of Life.